# L6 ウォンバット

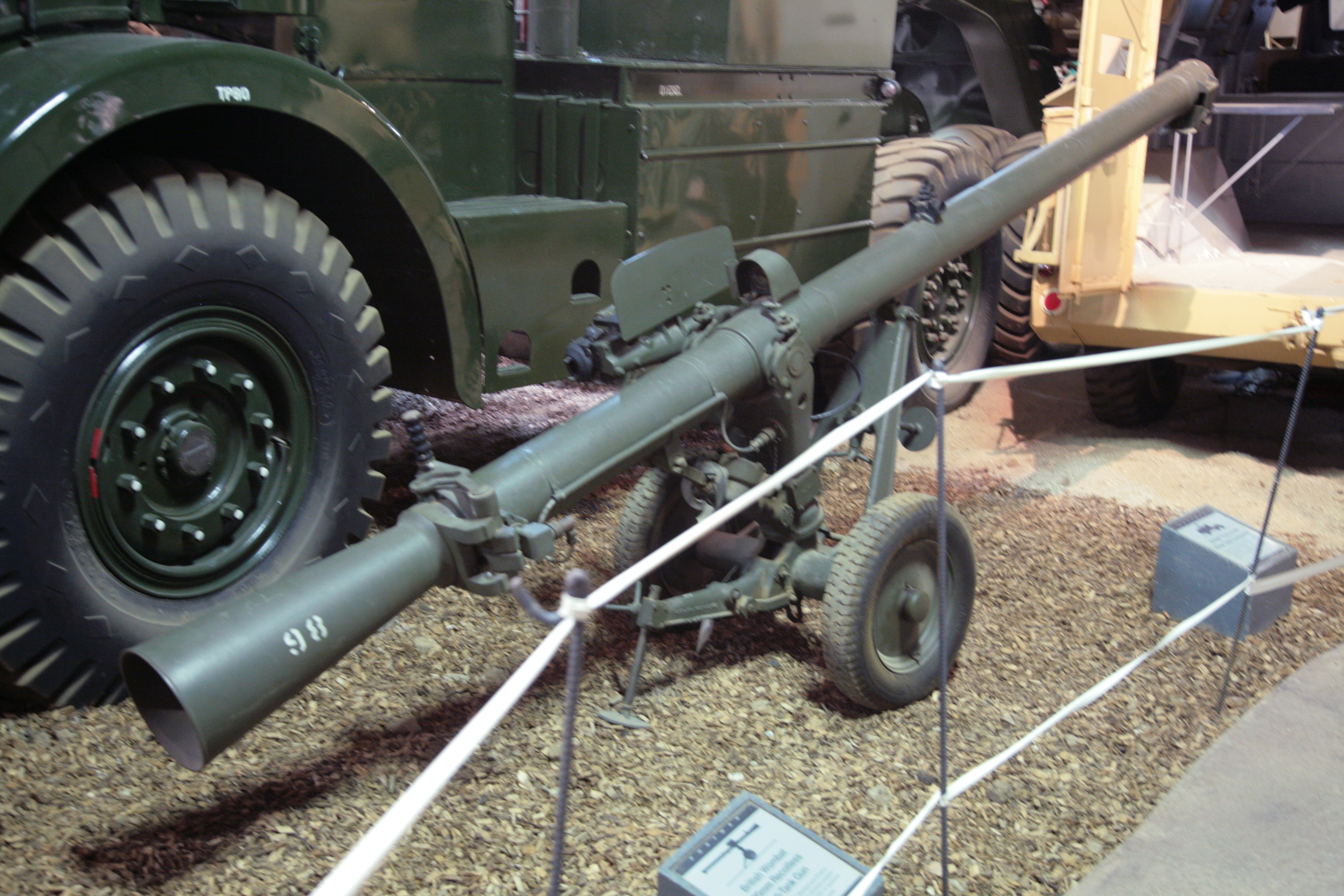
英陸軍で使用されたウォンバット（ダックスフォード帝国戦争博物館蔵）

L6ウォンバット (Weapon Of Magnesium, Battalion, Anti-Tank) とは、イギリス陸軍が使用していた120mm無反動砲である。制式名称にある Magnesium の字句は、砲身を軽量化するために採用されたマグネシウム合金を意味する。対戦車用の粘着榴弾と、対人用の散弾（フレシェット弾）を射撃することができた。また砲身の上に照準補助用の12.7mmスポッティングライフル1挺を備えた。ヴィジラントやミランといった対戦車誘導ミサイルが登場してからも、本砲はワルシャワ条約機構軍との想定交戦距離に適合したこと、また有線誘導ミサイルでは障害物が多い市街戦での運用に難があったことから、1980年代まで使用され続けた。
- 全長：3.860 mm
- 重量：290 - 308 kg
- 有効射程：1.100 m
- 最大射程：2.000 m
- 初速：460 m/s

## 各型および派生型

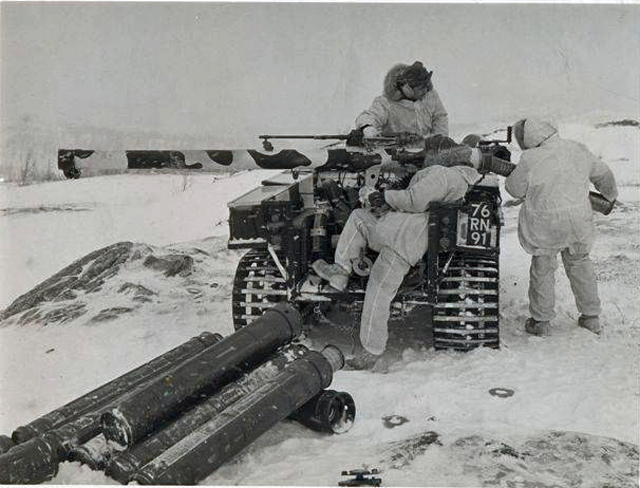
冬季訓練中に発射の準備をされるL6ウォンバット

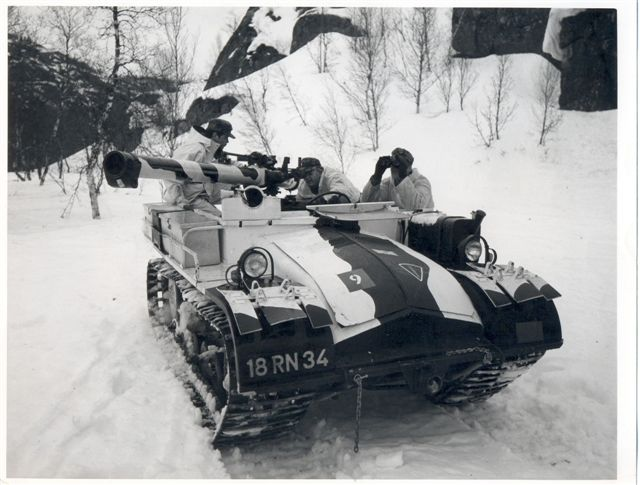
哨戒中の英国王立海兵隊所属ウォンバット搭載スノートラック

- L2 BAT (Battalion Anti Tank)：原型。大型の砲架と防盾を備える。
- L4 MOBAT：L2の軽量化型。防盾を廃止、簡略・軽量化された砲架に変更し、ブレン軽機関銃を測距銃として装備。
- L6 WOMBAT (Weapon Of Magnesium BAT)：閉鎖器の機構を変更し、砲身をマグネシウム合金製とした軽量化改良型。
- L7 CONBAT ("Converted BAT") ：L2/L4無反動砲の砲架と測距銃をL6と同等の規格に改装した型

冷戦時代にL6ウォンバットをスノートラックに搭載した自走砲も作られている。